# Krośniewice
Krośniewice là một thị trấn thuộc huyện Kutnowski, tỉnh Łódźkie ở trung tâm Ba Lan. Thị trấn có diện tích 4 km². Đến ngày 1 tháng 1 năm 2011, dân số của thị trấn là 4603 người và mật độ 1101 người/km².